# 土耳其国旗
土耳其国旗（土耳其語：Türk bayrağı）是一面红色的，中间偏左有一弯白色的新月和一颗五角星的旗帜。这面旗在土耳其语中称为Ay Yıldız（意为星月旗）或Alsancak（红旗）。
这面旗帜有一段特别的来历，因为在1844年坦志麦特改革时就有一面用相同元素构成的奥斯曼帝国的最后一面旗帜；尽管形状、位置、颜色的形状各不相同，但依然是现今土耳其国旗的雏形。国旗几何比率的法律规范在1936年土耳其国旗法发布时出台。旗帜的红色色度与Pantone 186或RGB（227，10，23）相似。
| 国旗 | 时间        | 使用                 | 备注 |
| ---- | ----------- | -------------------- | --- |
|      | 1936年–至今 | 土耳其国旗           | 1844 年正式采用的18世纪设计。星月设计从18世纪末或19世纪初开始出现在奥斯曼帝国的旗帜上。1844年，红底白星和新月成为奥斯曼帝国的旗帜。 1923年土耳其共和国宣告成立后，新行政体制保留了奥斯曼帝国的最后一面旗帜。1936年土耳其国旗法引入了比例标准化。 |
|      | 1923年–至今 | 土耳其总统旗         | 总统印章，由十六颗星组成，太阳发出八条长线和八条短线。太阳代表土耳其的无限，十六颗星代表象征历史上的十六个突厥大帝国。 十六颗星以22.5度角排列，等距环绕太阳。每颗星的一边指向太阳的中心。                                                        |
|      | ?–至今      | 土耳其大国民议会旗帜 | |

## 历史

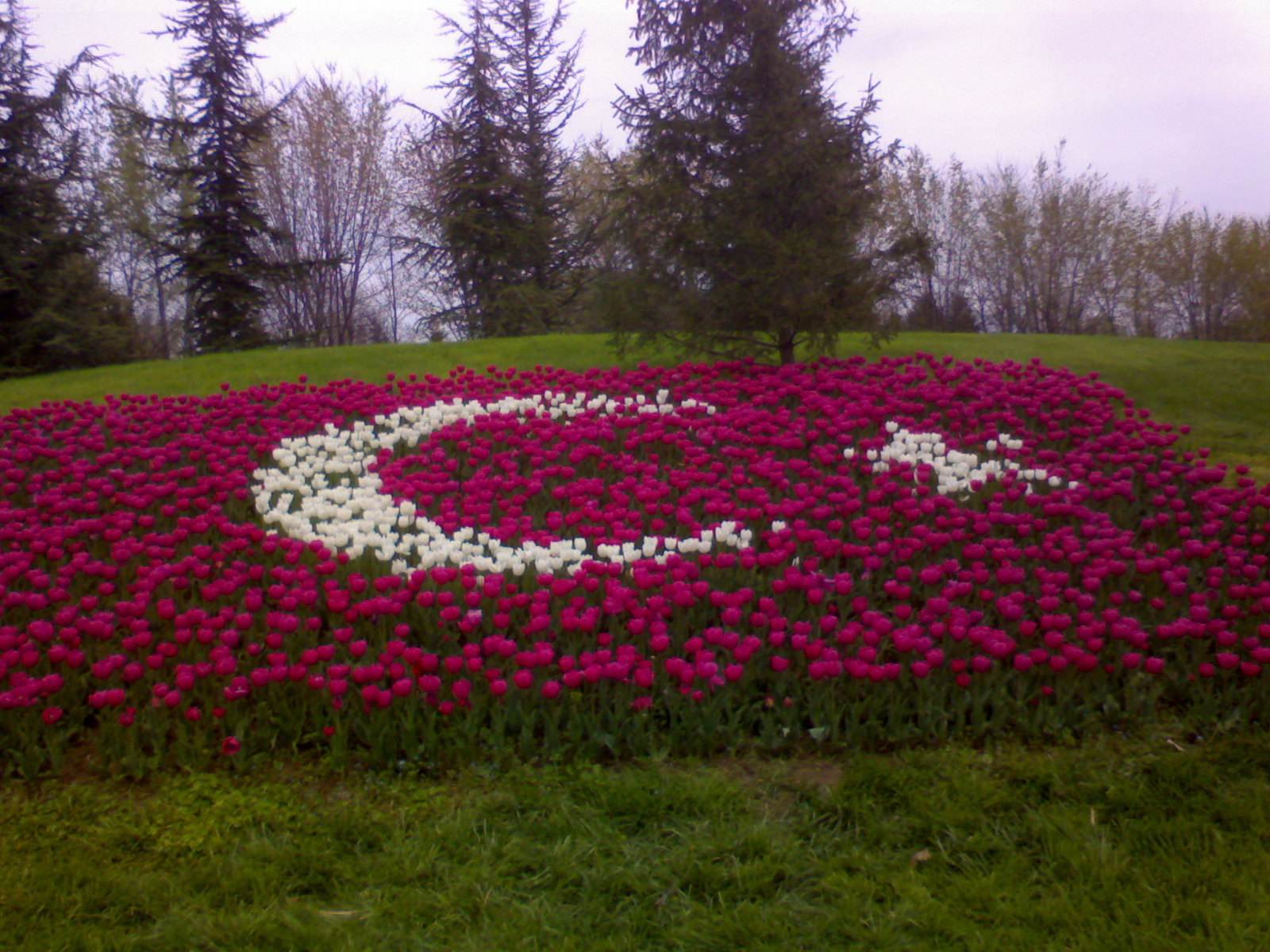
花朵构成的土耳其国旗

目前的土耳其国旗来源于1844年最后使用的奥斯曼帝国国旗。据了解，奥斯曼人于1383年就开始使用红三角旗，到后来才改成矩形。
奥斯曼旗帜使用不同的设计方案，而其中大部分都有一个或多个新月，但其用意并不相同，例如，绿色的星月旗代表着哈里发。到了奥斯曼帝国末年，使用特殊的颜色例如红色和绿色成为了世俗宗教机构的一个惯例。到了1844年，五角星代替八角形形成了现在的土耳其国旗；红色是奥马尔一世的颜色，奥马尔一世是一个在公元634年到644年在位的哈里发，他众所周知的事情是他统一了大伊斯兰帝国。到14世纪，红色是奥斯曼帝国的代表色，而新月和星星则成为了土耳其人的象征。
这面国旗的来历在该国有很多传奇，而一些传奇则违背了历史。

## 国旗可能的起源

奥斯曼帝国的旗帜

奥斯曼帝国的旗帜

奥斯曼帝国的旗帜

奥斯曼帝国的旗帜

星和月应该是前土耳其部落神圣的象征，而红色是西方红衣主教的代表色。
星和月这一象征的来历可以追溯到古希腊城市拜占庭和拜占庭帝国。星和月原本是希腊人的象征，它不仅用在拜占庭，而且是用了整个希腊。 拜占庭第一款有星和月的金币用于公元前4世纪。根据传说，这是使腓力二世（马其顿）的子民在公元前340年到339年免受攻击的月亮女神赫科特。在通过拜占庭成为君士坦丁堡的标志的8世纪之前，星和月一直是希腊城邦拜占庭的象征，当奥斯曼帝国攻占君士坦丁堡后，穆罕默德二世获得了罗马皇帝头衔之后，星和月也成为了奥斯曼帝国的象征。

### 传奇
在土耳其，国旗来历最具说服力的传说是倒在血泊之中的土耳其战士，它反映了星和月的含义。这里有三个来历：
1. 1071年，在曼齊克特战役拜占庭失利后，赛尔柱蘇丹阿尔普·阿尔斯兰巡游战场时，看见了倒在血泊中的土耳其战士。他看见这个形象后，决定用这个在国旗中代表土耳其人。
2. 1389年6月28日科索沃战争后，穆拉德一世被暗杀的那个夜晚的那个时刻，发生了奇怪的天文现象：木星和月亮相邻。如果把红底当做穆拉得一世的血，土耳其国旗的含义可以很容易地被看出来。但这个理由与事实不符之处是科索沃战争实际上要早一个月——儒略历6月15日（格里历6月23日）。
3. 凯末尔，土耳其共和国的创始人，在著名战役土耳其独立战争后的一晚漫步在战场上，在撒卡里亚的岩山上看见恒星反射月亮形成了血红的光芒仿佛巨大的血泊。

其他国旗的来历：
- 第一位奥斯曼苏丹梦到星和月从他的胸膛变得越来越大，预示着王朝被君士坦丁堡扣押[18]。
- 在1453年，穆罕默德二世在君士坦丁堡沦陷时，发现了星和新月。

- 土耳其的象征，红色表示权利，白色表示团结，正义，纯洁，进步。

## 法律依据
土耳其国旗的基本规定于1936年5月29日写入土耳其国旗法第2994条，于1937年7月28日写入土耳其国旗条例第2/7175条，于1939年7月29日写入补充条例第No. 11604/2条，说明了国旗法将付诸实施。土耳其国旗法于1983年9月22日注明日期，并于1983年9月24日用官方公报颁布，并于颁布了6个月后发布。根据第2893条第9号法，包括基本执行方法的章程也被发布。

## 规格
| 字母 | 含义                                                 | 长度         |
| ---- | ---------------------------------------------------- | ------------ |
| G    | 宽                                                   | 1            |
| A    | 新月外边构成的圆（后称外圆）的圆心和接缝的距离       | 1/2 G        |
| B    | 星圆的直径                                           | 1/4 G        |
| C    | 外圆的直径和新月内边构成的圆（后称内圆）的直径的距离 | 1/16 G       |
| D    | 内圆直径                                             | 2/5 G        |
| E    | 内圆最左端和星的五个角构成的圆（后称星圆）的距离     | 1/3 G （注） |
| F    | 外圆的直径                                           | 1/2 G        |
| L    | 长                                                   | 1 ½ G        |
| M    | 接缝的宽                                             | 1/30 G       |

注：上述规格来自土耳其国旗法，但1/3这一数字并不准确；通过其他数字可以确定E实际上是0.34578 G。

## 土耳其国旗的仿效旗帜

突尼斯国旗
突尼斯国旗（1959—1999）
突尼斯总统旗帜
科威特国旗（1909—1915）
北塞浦路斯土耳其共和国国旗
北塞浦路斯土耳其共和国国旗（1983—1984）
北塞浦路斯土耳其共和国总统旗帜
阿塞拜疆民主共和国国旗（1918-1920）
阿塞拜疆苏维埃社会主义共和国国旗（1920—1921）

## 受土耳其国旗影响的旗帜设计

### 主權國家

突尼斯国旗
土库曼国旗
巴基斯坦国旗
阿尔及利亚国旗
毛里塔尼亚国旗
马来西亚国旗
阿塞拜疆国旗
利比亚国旗

### 不被普遍承认国家

阿拉伯撒哈拉民主共和国国旗
北塞浦路斯土耳其共和国国旗

### 其他

东突厥斯坦独立运动
阿拉什自治共和国
土耳其裔德国人旗帜
麥斯赫特土耳其人
土耳其裔保加利亚人旗[19]
土耳其裔伊拉克人旗帜
土耳其裔伊拉克人旗帜（非常用版本）
土耳其裔敘利亞人旗幟
土耳其裔敘利亞人旗幟（非常用版本）
希腊土耳其人旗
印度尼西亚西部自由亚齐运动旗帜
费赞（属利比亚）
昔兰尼加（属利比亚）
希瓦汗国旗帜（1917-1922）[20][21]